# جسور و زیبا
جسور و زیبا یک سریال روزانه است که توسط ویلیام جی بل و لی فیلیپ بل برای سی بی اس ساخته شده‌است. از مشخصات خاص در پخش این سریال ۳۰ دقیقه ای بودن و فرمت تصویر با نسبت ۳:۴ است. این سریال از سال ۱۹۸۷ تاکنون ادامه داشته‌است و تعداد اپیزودهای آن از مرز هفت هزار گذشته‌است. از ۲۳ مارس ۱۹۸۷ که نمایش تلویزیونی آن شروع شده، این سریال پر مخاطب‌ترین سریال روزانه بوده‌است. این سریال ۳۱ جایزه امیِ روزانه نصیب خود کرده‌است که دو تای آنها در سال ۲۰۰۹ و ۲۰۱۰ بوده‌است.
داستان در لس آنجلس، در خانواده فارستر و خانهٔ مد آنها می‌گذرد.